# Sergius II.
Sergius II. (785/795 Řím – 27. ledna 847 Řím) byl papežem od 25. ledna 844 až do své smrti.

## Život
Pocházel ze zámožné římské šlechty, Řehoř IV. ho jmenoval kardinálem. Po Řehořově smrti ho aristokraté zvolili papežem, římský lid však podporoval oblíbeného arcijáhna Jana. Povstání bylo potlačeno a Jan odsouzen k smrti, Sergius mu ale udělil milost a poslal ho do kláštera. Kvůli nepokojům byl Sergius korunován dříve, než jeho volbu stačil schválit Lothar I. Franský. Ten to považoval za porušení smlouvy Constitutio Romana a poslal proti Římu vojsko vedené jeho synem Ludvíkem. Sergius vyjednal kompromis, který zabránil válce, a korunoval Ludvíka králem Lombardie.
Podle Liber Pontificalis byl Sergius II. loutkovým vladařem, za kterého rozhodoval jeho energický bratr Benedikt. Pro jeho pontifikát byla charakteristická velkorysá stavební činnost, například byla rozšířena Lateránská bazilika. Peníze si opatřoval prodejem odpustků. Proto bylo pokládáno za boží trest, když roku 846 vtrhli do Itálie Arabové a zpustošili okolí Říma. Samotné město ubránila Aurelianova hradba.
Smrt Sergia II. bývá přičítána rozčilení, když se marně pokoušel urovnat spor mezi patriarchy z Aquileje a Grada.
V německém filmu Legenda o Janě (2009) hrál Sergia John Goodman.

## Odkazy

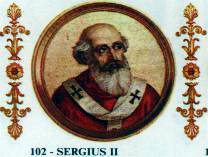
Portrét papeže Sergia II. v bazilice sv. Pavla za hradbami